# Du mußt mir gar nichts von Liebe sagen
Singles de Mireille Mathieu
Chicano
(1980) Die Liebe einer Frau
(1981)
Du musst mir gar nichts von Liebe sagen est une chanson allemande interprétée par la chanteuse française Mireille Mathieu en 1981 et éditée par la maison de disques allemande Ariola. 

## Reprises
Les deux chansons de ce 45 tours ne feront pas l'objet d'une reprise par la chanteuse.

## Principaux supports discographiques
La chanson se retrouve pour la première fois sur le 45 tours du même nom paru en 1981 en Allemagne avec cette chanson en face A et la chanson Wenn zwei sich lieben. Elle se retrouvera également sur quelques compilations CD comme celle sortie en 2014, Das Beste.